# Pierre-Charles Le Mettay
Pierre-Charles Le Mettay (Fécamp, 19 luglio 1726 – Parigi, 29 marzo 1759) è stato un pittore francese.

## Biografia

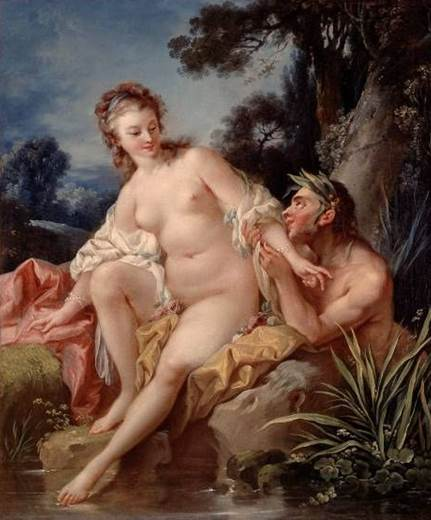
Ninfa corteggiata da una divinità fluviale

Figlio dell'orafo Pierre Le Mettay e di Marianne Marcotte, perse la madre cinque giorni dopo il battesimo. Si reca a Parigi per lavorare presso l'ingegnere de Sercus, ma se ne allontana presto quando si rende conto che gli studi di disegno che deve fare nello studio dell'ingegnere non sono affatto come quelli a cui aspira. A soli sedici anni, riuscì a farsi ammettere nella bottega del pittore François Boucher, che all'epoca godeva del favore del pubblico e della Corte. Sotto la guida del primo pittore della marchesa di Pompadour, Le Mettay compie rapidi progressi che, nel giro di cinque anni, gli consentono di concorrere ai principali premi assegnati dall'Accademia Reale di Pittura e Scultura, ottenendo il 6 aprile 1748 il primo Prix de Rome in pittura.
Arrivato a Roma il 2 luglio 1749, per Le Mettay non fu difficile mostrare il proprio talento naturale nel dipingere, anche se questo lo portò a scegliere soggetti non impartiti dall'Accademia. Infatti, invece di seguire i consigli del direttore de Troy, e di ispirarsi ai grandi maestri dell'antichità, Le Mettay preferiva lavorare fuori dalla scuola e dedicarsi ai dipinti religiosi nelle chiese, probabilmente per il bisogno di colmare l'insufficienza di risorse data dal suo stato di borsista. Il nuovo direttore Natoire, nonostante avesse giudicato debole il suo disegno, incluse il giovane in un gruppo di quattro allievi scelti per eseguire dei dipinti richiesti dalla Direzione Generale per Napoli. Richiese inoltre di prolungare il suo soggiorno all'Accademia, a spese del re. Tuttavia, il marchese di Marigny si oppose al permesso e sostenne la carenza di talento in Le Mettay, sottolineata da Natoire stesso nei suoi rapporti inviati a Parigi. Ad ogni modo, dopo diverse sollecitazioni, il permesso fu concesso e gli studenti lasciarono l'Accademia di Roma per visitare altre città d'Italia, grazie ad una borsa di studio di 200 livres. Le Mettay partì dunque per Napoli nel settembre 1753 e raggiunse rapidamente il nord. Il suo gusto lo indirizzò principalmente verso la pittura di scene marittime, tratte dai paesaggi di Napoli e dei principali porti italiani dell'Adriatico, e non si risparmiò nella realizzazione di innumerevoli schizzi e disegni. Si servì di questi abbozzi per creare vedute molto accurate di gruppi di marinai nello stile di Vernet. Restò inoltre a lungo a Torino, presso la Corte sabauda, dove le commissioni arrivavano in quantità sufficientemente rispettabili. Il suo soggiorno in Piemonte durò circa tre anni, prima di far ritorno a Parigi verso la fine del 1756.
Col contributo del maestro Boucher, riprese le Vedute di Grecia che l'architetto Le Roy aveva realizzato in viaggio e fu su questi disegni che Le Bas incise delle tavole che apparvero in due volumi in folio. Candidatosi ad un posto all'Académie royale de peinture et de sculpture, il cui direttore era allora il pittore ed incisore Silvestre, ottenne infine l'ammissione nella seduta del 30 luglio 1757. Tale investitura gli permise di prendere il titolo di peintre du roi e di partecipare all'Esposizione di pittura. Nello stesso anno espose al Salon un quadro dal titolo Bacco nasce tra le mani delle Ninfe, che gli valse gli elogi successivi del Mercure de France: "La composizione di questo dipinto è graziosa, le figure sono affascinanti, il paesaggio è molto bello". Questo successo gli permise di essere ammesso all'Académie e il 3 marzo 1759 presentò il bozzetto della sua opera di ricevimento, che venne accettata. La sua salute, già debole e cagionevole, però non aveva retto allo sforzo degli studi e dei viaggi, tanto che ventisei giorni dopo morì per i patimentì, a soli 32 anni.
Per essere un pittore morto prima di compiere 33 anni, Le Mettay ha prodotto molto, ma le tele che ha lasciato non sono molto conosciute. Ha dovuto lavorare molto in Italia e a Parigi poiché il marchese di Marigny gli rimproverava di avere realizzato dei dipinti per chiese invece di occuparsi seriamente degli studi all'Accademia di Roma. Se poi si aggiungono le opere commissionate a Torino e i dipinti realizzati e venduti a Parigi, ha compiuto un lavoro enorme.

## Opere

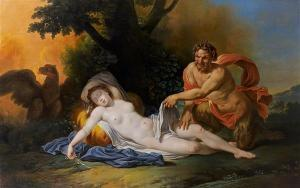
Giove e Antiope

- Ninfa corteggiata da una divinità fluviale, 1746 circa, Museo d'arte e di storia, Ginevra, mostra 2007-2008
- La Tempesta, collezione del museo di Fécamp
- Paesaggio: sulla destra una casa rustica (attribuito), Museo del Louvre
- Pastore a cavallo che guida un gregge, Museo del Louvre
- Elevazione della Croce, Museo del Louvre
- Pastorale, Museo del Louvre
- Paesaggio roccioso, Museo delle Arti e dell'Infanzia di Fécamp
- Paesaggio con cascata, Museo delle Arti e dell'Infanzia di Fécamp
- Veduta d'antiche rovine, Museo del Louvre
- Abbozzo del sipario della sala degli spettacoli di Lione
- Figure bacchiche in un paesaggio classico, raccolta speciale.